# Beaumont (Texas)
Beaumont é uma cidade localizada no estado norte-americano do Texas, no Condado de Jefferson.
A sua área é de 222,6 km² (dos quais 2,4 km² estão cobertos por água), sua população é de 113 866 habitantes, e sua densidade populacional é de 517,2 hab/km² (segundo o censo americano de 2000).
A cidade foi fundada em 10 de janeiro de 1901.